# The Knick
The Knick ist eine US-amerikanische Fernsehserie des Bezahlfernsehsenders Cinemax, die unter der Regie von Steven Soderbergh steht und mit Clive Owen als Hauptdarsteller besetzt ist. Die fiktive Handlung der Serie spielt im Knickerbocker Hospital in New York City („the Knick“) und zeigt das Berufs- und Privatleben des Dr. John W. Thackery und seiner Kollegen im frühen 20. Jahrhundert. Die Serie wurde von Jack Amiel und Michael Begler geschaffen und verfasst. Die Erstausstrahlung fand am 8. August 2014 bei Cinemax statt. In Deutschland war die Serie zuerst bei Sky Atlantic HD, später im Free-TV bei ZDFneo zu sehen. The Knick umfasst zwei Staffeln.

## Handlung
Das Knickerbocker-Krankenhaus in New York City arbeitet mit innovativen Chirurgen, Krankenschwestern und Mitarbeitern, die medizinische Einschränkungen überwinden müssen, um die hohe Sterblichkeit zu verhindern. Hierbei legt die Serie den Fokus nicht nur auf die tägliche Arbeit im Krankenhaus, sondern auch auf das persönliche Leben des Personals.
Dr. John Thackery (teilweise basierend auf einer historischen Persönlichkeit, William Stewart Halsted), der neu ernannte Chefchirurg, bekämpft seine Kokain- und Opiumsucht mit seinem Ehrgeiz für medizinische Entdeckungen und Ansehen unter seinen Kollegen. Währenddessen muss Dr. Algernon Edwards, ein schwarzer Harvard-Absolvent, um Respekt in dem vornehmlich von Weißen genutzten Krankenhaus und der rassistisch aufgeladenen Stadt kämpfen.
Um die wirtschaftliche Existenz des Krankenhauses zu sichern, sollen wohlhabende Patienten gewonnen werden, ohne dabei Abstriche in der Qualität der Pflege zu machen.

## Entstehung und Veröffentlichung
Mit der Produktion von The Knick wurde im September 2013 begonnen. Gedreht wurde in New York City. Jack Amiel und Michael Begler schrieben die Drehbücher zu allen zehn Episoden der ersten Staffel, während Steven Soderbergh sie inszenierte.
Bereits vor der Premiere am 10. Juli 2014 verlängerte Cinemax die Serie um eine zehnteilige zweite Staffel. Sie wurde seit Herbst 2015 in den USA ausgestrahlt. Im Mai 2017 wurde bekannt, dass die Serie nicht fortgesetzt wird.
Die Serie wurde bei der Studio Hamburg Synchron nach Dialogbüchern und unter der Dialogregie von Hilke Flickenschildt vertont.
| Figur                                | Beschreibung                                              | Darsteller       | Deutscher Sprecher |
| ------------------------------------ | --------------------------------------------------------- | ---------------- | ------------------ |
| Dr. John Thackery                    | Chefchirurg im Knickerbocker Krankenhaus                  | Clive Owen       | Tom Vogt           |
| Dr. Algernon Edwards                 | Schwarzer Chirurg mit Erfahrungen aus Europa              | André Holland    | Jan-David Rönfeldt |
| Herman Barrow                        | Manager des Knickerbocker Krankenhaus                     | Jeremy Bobb      | Konstantin Graudus |
| Cornelia Robertson                   | Tochter des Eigentümers des Knickerbocker Krankenhaus     | Juliet Rylance   | Eva Michaelis      |
| Lucy Elkins                          | Pflege- und OP-Schwester, zeitweise Geliebte von Thackery | Eve Hewson       | Mia Diekow         |
| Dr. Bertram „Bertie“ Chickering, Jr. | Junger Chirurg                                            | Michael Angarano | Tobias Schmidt     |
| Tom Cleary                           | Fahrer der Ambulanz                                       | Chris Sullivan   | Burkhard Schmeer   |
| Sister Harriet                       | Katholische Nonne und Hebamme                             | Cara Seymour     | Anne Moll          |
| Dr. Everett Gallinger                | Chirurg                                                   | Eric Johnson     | Marius Clarén      |
| Jacob Speight                        | Städtischer Gesundheitsinspektor                          | David Fierro     | Stephan Benson     |
| Dr. J. M. Christiansen               | Leiter der Chirurgie                                      | Matt Frewer      | Uli Krohm          |

## Episodenliste

### Staffel 1
| Nr. (ges.) | Nr. (St.) | Deutscher Titel      | Originaltitel         | Erstausstrahlung USA | Deutschsprachige Erstausstrahlung (D) | Drehbuch                    |
| --- | --------- | -------------------- | --------------------- | -------------------- | ------------------------------------- | --------------------------- |
| 1 | 1         | Willkommen im Zirkus | Method and Madness    | 8. Aug. 2014         | 18. Nov. 2014                         | Jack Amiel & Michael Begler |
| Nachdem Dr. J.M. Christiansen und Dr. John Thackery an der Operation der Placenta praevia bei einer hochschwangeren Frau scheitern, begeht Christiansen Selbstmord. Thackery nimmt dessen Platz als Leiter der chirurgischen Abteilung ein. Er glaubt, dass Dr. Evert Gallinger einen ausgezeichneten Stellvertreter abgeben würde, wird aber aufgefordert, Dr. Algernon Edwards, der schwarz ist, diesen Posten zu überlassen. Thackery verweigert dies, da er eine rassistische Spannung unter den Kollegen erwartet. Daraufhin heuert Krankenhausmanager Herman Barrow Edwards an. Da bei einem Patienten nach einer Operation eine Infektion der Bronchien auftritt, wird Thackery wieder benötigt. Krankenschwester Lucy Elkins findet ihn unter Kokainentzug leidend in seinem Haus. Sie injiziert ihm Kokain, worauf er mit einer revolutionären selbstgebauten Klemme zum Operieren zurückkehrt. Danach bittet er Edwards um dessen Rücktritt, was dieser allerdings ablehnt. |           |                      |                       |                      |                                       |                             |
| 2 | 2         | Elektrifizierung     | Mr. Paris Shoes       | 15. Aug. 2014        | 25. Dez. 2014                         | Jack Amiel & Michael Begler |
| Als Frau und Vertreterin der Wohlfahrt muss Cornelia Robertson ihre Machtposition gegenüber dem Krankenhausvorstand verteidigen. Edwards merkt, dass das Krankenhaus keine schwarzen Menschen behandelt. Er richtet eine provisorische Klinik im Keller des Krankenhauses ein, in der er jene abgewiesenen Patienten behandelt. Barrow hat Schwierigkeiten, das Krankenhaus vorzeigbarer zu machen, und muss Kosten reduzieren, was zu einem elektrischen Kurzschluss führt, durch den ein Patient in Brand gesetzt und eine Krankenschwester getötet wird. Allerdings stellt sich heraus, dass Barrow Finanzmittel des Krankenhauses unterschlägt, um dadurch seinen Kredit bei einem Gangster abzuzahlen. Unterdessen verlangt Thackery Leichen für Experimente und Dr. Chickering & Gallinger brechen in eine Bibliothek ein, um einige von Edwards’ „Französischen medizinischen Fachzeitschriften“ zu lesen. |           |                      |                       |                      |                                       |                             |
| 3 | 3         | Syphilis             | The Busy Flea         | 22. Aug. 2014        | 2. Dez. 2014                          | Jack Amiel & Michael Begler |
| Thackery bekommt Besuch von Abigail Alford, einer alten Freundin, die ihr Gesicht mit einer Teilmaske bedeckt hat und eine Sonnenbrille trägt. Ihr Gesicht ist durch die Folgen einer Syphiliserkrankung entstellt. Ohne ihr Wissen hatte sie ihr heutiger Ex-Mann mit der Krankheit infiziert. Thackery schlägt nach einer Untersuchung vor, die fehlende Nase durch eine Gewebeübertragung vom Oberarm zu rekonstruieren. Abigal überredet Thackery den Eingriff vorzunehmen. Barrow braucht Geld um den gehobenen Lebenswandel seiner Frau zu begleichen, schuldet aber zugleich dem windigen Verleiher Bunky Collier eine größere Summe. Er entwendet eine Leiche aus dem Leichenschauhaus des Knicks und verkauft sie auf dem Schwarzmarkt. Mit dem eingenommenen Geld kann er Bunky ruhig stellen. Mit von seiner Frau entwendeten Ohrringen kann er seine Prostituierte Junia beglücken. Algernon fängt an im Keller eine Praxis für Schwarze einzurichten. Die Kohlenträger werden zu Rezeptionisten, Näherinnen zu OP-Schwestern. An einem Arbeiter, der durch schweres Tragen an einem Eingeweidebruch (auch Hernie) erkrankt ist, entwickelt er ein neues Operationsverfahren. Der Patient möchte gleich wieder arbeiten, aber Algernon mahnt ihn zur Ruhe. Beim Frühstück mit ihren Eltern erfährt Cornelia von mehreren Menschen der «Besseren Gesellschaft», die an Typhus erkrankt sind. Sie ist über die Möglichkeit einer Epidemie besorgt und alarmiert Thackery. Dieser schlägt vor, dass sie zusammen mit Gesundheitsinspektor Speight der Ursache auf den Grund geht. Gallinger und Bertie versuchen den galvanischen Prozess, den Algernon in Europa entwickelt hat, zu verstehen und anzuwenden, sind aber nicht in der Lage aus den zuvor gestohlenen französischen Veröffentlichungen die dafür notwendigen Informationen zu verstehen. Zuletzt stimmen sie zu, dass Algernon sie durch die Operation führen soll. Der zuvor operierte Arbeiter wird bei Algernon erneut vorstellig. Er hat wieder begonnen zu arbeiten und die frische Wunde hat sich geöffnet. Algernon versucht sein Bestes, aber der Mann stirbt auf dem OP-Tisch. In derselben Nacht beginnt er in einer Bar einen Boxkampf um seinen Frust abzubauen. |           |                      |                       |                      |                                       |                             |
| 4 | 4         | In besseren Kreisen  | Where’s the Dignity?  | 5. Sep. 2014         | 9. Dez. 2014                          | Jack Amiel & Michael Begler |
| Cleary organisiert illegale Rattenkämpfe, um an den Wetten zu verdienen. Ein Mann soll versuchen, mit seinen Stiefeln so viele Ratten wie möglich zu töten; er rutscht dabei aus und wird von den Ratten gebissen. Barrow trifft die Witwe des Mannes, dessen Leichnam er auf dem Schwarzmarkt verkauft hat. Um den Betrug zu decken, hat er Teile eines toten Schweines verbrannt und gibt diese Asche als die des Verstorbenen aus. Algernon, der von der Teilnahme an einer Aneurysma-Operation ausgeschlossen ist, soll Gallinger durch das galvanische Verfahren führen. Als dieser den dafür notwendigen Schnitt durchführt und der Patient zu bluten beginnt, bekommt er keine weiteren Anweisungen von Algernon. Vor die Wahl gestellt, den Patienten zu verlieren oder Algernon den Platz am OP-Tisch zu überlassen, entscheidet sich Gallinger für Letzteres. Algernon führt einen verborgen mitgeführten Silberdraht ein und kann die Operation erfolgreich beenden. Cornelia und Inspector Speight besuchen Mrs. Hemming, um die Ursache des Typhusausbruchs zu ergründen. Speight, der nicht die Sprache der „besseren Kreise“ spricht, wird von Cornelia in seinen Bemühungen unterstützt. Thackery besucht Abigail, um den Fortschritt der Nasenrekonstruktion zu begutachten. Abigail bedauert, nicht Thackery gewählt zu haben, sondern das vermeintlich sichere und langweilige Leben. Lucy folgt Thackery in eine Opiumhöhle, wo sie ihn in bedauernswertem Zustand vorfindet. Algernons Vater, der als Kutscher bei den Robertsons arbeitet, bringt seinen Sohn zum Abendessen ins Haus der Familie. Thomas Alva Edison führt dort seinen Tonaufnahmeapparat vor. Hier lernt er auch Cornelias Verlobten Philip kennen, der zu ihrer Überraschung von seinen Plänen eines Umzuges nach San Francisco nach der Hochzeit erzählt. Philips Vater Hobart berichtet Algernon von den Fortschritten in der Entwicklung eines elektrischen Staubsaugers. Dieser kauft eines der Geräte für das Absaugen von Blut in seiner Untergrundpraxis. Dr. Bertram Chickering sen. besucht seinen Sohn Bertie im Knick. Schockiert von den Methoden Thackerys (er beobachtet, wie Thackery nach dem Tod einer Patientin während einer Operation durch Herzmassage einen Puls erzeugt), versucht er seinen Sohn davon zu überzeugen, das Knick zu verlassen. Währenddessen wird der von den Ratten gebissene Mann eingeliefert, er ist an Meningitis erkrankt. Gallinger kehrt nach der Behandlung des Erkrankten nach Hause zurück und spielt mit seiner kleinen Tochter. Cleary wird als Ambulanz zu einer jungen Frau gerufen, die sich bei dem Versuch, an sich selbst eine Abtreibung vorzunehmen, schwer verletzt hat. Schwester Harriet und Thackery versuchen sie zu retten, aber es ist zu spät. Barrow versucht wieder, die Leiche zu Geld zu machen, wird aber von Cleary daran gehindert. Er bringt Schwester Harriet und den Leichnam zum Potter’s Field, einem Armenfriedhof, um für eine würdige Bestattung zu sorgen, da die Tote keine Familie im Land hat. Von Erinnerungen ergriffen teilt er Schwester Harriet mit, dass er nie wieder ein Mädchen so sterben sehen wolle. Da er von Schwester Harriets geheimen Abtreibungen weiß, will er künftig die Mädchen in Not finden und Harriet soll die Abtreibungen vornehmen. Die Einnahmen sollen zwischen ihnen geteilt werden, 60 Prozent sollen an Cleary, 40 Prozent an Schwester Harriet gehen. |           |                      |                       |                      |                                       |                             |
| 5 | 5         | Silberstreif         | They Capture the Heat | 12. Sep. 2014        | 16. Dez. 2014                         | Steven Katz                 |
| 6 | 6         | Forschungsarbeit     | Start Calling Me Dad  | 19. Sep. 2014        | 23. Dez. 2014                         | Jack Amiel & Michael Begler |
| 7 | 7         | Menschenjagd         | Get the Rope          | 26. Sep. 2014        | 30. Dez. 2014                         | Jack Amiel & Michael Begler |
| 8 | 8         | Entzugserscheinungen | Working Late a Lot    | 3. Okt. 2014         | 6. Jan. 2015                          | Jack Amiel & Michael Begler |
| 9 | 9         | Der Goldene Lotus    | The Golden Lotus      | 10. Okt. 2014        | 13. Jan. 2015                         | Steven Katz                 |
| 10 | 10        | Blut                 | Crutchfield           | 17. Okt. 2014        | 20. Jan. 2015                         | Jack Amiel & Michael Begler |

### Staffel 2
| Nr. (ges.) | Nr. (St.) | Deutscher Titel       | Originaltitel                          | Erstausstrahlung USA | Deutschsprachige Erstausstrahlung (D) | Drehbuch                    |
| ---------- | --------- | --------------------- | -------------------------------------- | -------------------- | ------------------------------------- | --------------------------- |
| 11         | 1         | Kalter Entzug         | Ten Knots                              | 16. Okt. 2015        | 8. Dez. 2015                          | Jack Amiel & Michael Begler |
| 12         | 2         | Tatendrang            | You’re No Rose                         | 23. Okt. 2015        | 15. Dez. 2015                         | Jack Amiel & Michael Begler |
| 13         | 3         | Eugenik               | The Best with the Best to Get the Best | 30. Okt. 2015        | 22. Dez. 2015                         | Jack Amiel & Michael Begler |
| 14         | 4         | Fieber                | Wonderful Surprises                    | 6. Nov. 2015         | 29. Dez. 2015                         | Jack Amiel & Michael Begler |
| 15         | 5         | Schleudertrauma       | Whiplash                               | 13. Nov. 2015        | 5. Jan. 2016                          | Steven Katz                 |
| 16         | 6         | Siamesische Zwillinge | There Are Rules                        | 20. Nov. 2015        | 12. Jan. 2016                         | Jack Amiel & Michael Begler |
| 17         | 7         | Wohltätigkeitsball    | Williams And Walker                    | 27. Nov. 2015        | 19. Jan. 2016                         | Jack Amiel & Michael Begler |
| 18         | 8         | Liebeserklärung       | Not Well At All                        | 4. Dez. 2015         | 26. Jan. 2016                         | Steven Katz                 |
| 19         | 9         | Die Sünden der Väter  | Do You Remember Moon Flower?           | 11. Dez. 2015        | 2. Feb. 2016                          | Jack Amiel & Michael Begler |
| 20         | 10        | Alles, was wir sind   | This Is All We Are                     | 18. Dez. 2015        | 9. Feb. 2016                          | Jack Amiel & Michael Begler |

## Rezeption
The Knick erhielt ein gutes Presseecho, was sich auch in den Auswertungen US-amerikanischer Aggregatoren widerspiegelt. So erfasst Rotten Tomatoes 92 % wohlwollende Besprechungen und ordnet die Serie dementsprechend als „Zertifiziert Frisch“ ein.  Metacritic ermittelt eine Durchschnittswertung von 78/100 aus den vorliegenden Bewertungen.